# In Plenty and In Time of Need
In Plenty and In Time of Need (In abbondanza e nel momento del bisogno) e l'inno di Barbados. È scritto da Irving Burgie (1924-2019) e composto da C. Van Roland Edwards (1912–1985). Fu adottato da Barbados quando si proclamarono indipendenti, nel 1966.

## Testo inglese
In plenty and in time of need 

When this fair land was young,

Our brave forefathers sowed the seed

From which our pride was sprung

A pride that makes no wanton boast

Of what it has withstood

That binds our hearts from coast to coast

The pride of nationhood
Rit:

We loyal sons and daughters all

Do hereby make it known

These fields and hills beyond recall

Are now our very own

We write our names on history's page

With expectations great

Strict guardians of our heritage

Firm craftsmen of our fate
The Lord has been the people's guide

For past three hundred years.

With Him still on the people's side

We have no doubts or fears.

Upward and onward we shall go,

Inspired, exulting, free,

And greater will our nation grow

In strength and unity.

## Traduzione italiana
In abbondanza e nel momento del bisogno

Quando questa terra era giovane,

I nostri coraggiosi antenati hanno seminato il seme

Da cui è scaturito il nostro orgoglio

Un orgoglio che non si ostenta arbitrio

Di ciò che ha resistito

Che lega i nostri cuori da costa a costa

L'orgoglio della nazione
Rit:

Nostri figli e figlie leali tutti

lo fanno conoscere

Questi campi e colline oltre il ricordo 

Sono ora noi stessi

Scriviamo i nostri nomi sulle pagine di storia

Con le grandi attese

Guardiani stretti del nostro patrimonio

Fermi artigiane del nostro destino
Il Signore andò alla guida del popolo

Negli passati trecento anni

Con lui ancora al fianco del popolo

Non abbiamo dubbi o paure.

Andremo in alto e in avanti,

Ispirati, esultanti e liberi,

E più grande crescera la nostra nazione

Nella forza e unità